# Ганс-Йоахім Борцім
Ганс-Йоахім Борцім (нім. Hans-Joachim Borzym, 7 січня 1948) — східнонімецький академічний веслувальник.
Бронзовий призер Олімпійських Ігор 1972 року в складі вісімки.